# René Arpin-Pont
René Jean Arpin-Pont (Belley, 19 gennaio 1954 – Tignes, 10 luglio 1991) è stato uno sciatore alpino francese.

## Biografia
Sciatore polivalente membro della nazionale francese dal 1973, Arpin-Pont vinse la medaglia d'oro nella combinata ai Campionati francesi 1974 e gareggiò in Coppa del Mondo almeno fino al 1975, senza ottenere piazzamenti di rilievo; non prese parte a rassegne olimpiche e non ottenne piazzamenti ai Campionati mondiali.

## Palmarès

### Campionati francesi
- 1 oro (combinata nel 1974)[senza fonte]